# درک آرمسترانگ (بازیکن فوتبال)
درک آرمسترانگ (انگلیسی: Derek Armstrong؛ زادهٔ ۱۶ مارس ۱۹۳۹) بازیکن فوتبال اهل بریتانیا است.
از باشگاه‌هایی که در آن بازی کرده‌است می‌توان به باشگاه فوتبال مورکم، باشگاه فوتبال بلکپول، باشگاه فوتبال کارلایل یونایتد، باشگاه فوتبال لانکستر، و باشگاه فوتبال فلیتوود اشاره کرد.